# Otto Lehmann
Otto Lehmann (Konstanz, Alemanya, 13 de gener de 1855 – Karlsruhe, 17 de juny de 1922) va ser un científic alemany dins el camp de la física va ser qui va donar el nom al cristall fluid descobert per F. Reinitzer.

## Biografia
Otto era fill d'un professor de matemàtica, Otto Lehmann estudià ciències naturals a la Universitat d'Estraburg i es doctorà, sota Paul Heinrich von Groth,
en cristal·lografia Otto utilitzava un polaritzador muntat dins un microscopi que permetia observar el fenomen de la birefringència durant el procés de la cristal·lització.
El 1883 va esdevenir professor universitari Aquisgrà. El 1889, succeí Heinrich Hertz com a cap de l'Institut de Física de la Universitat de Karlsruhe.
Lehmann va rebre una carta de Friedrich Reinitzer on li demanava la confirmació d'unes inusuals propietats que havia descobert, treballant amb derivats del colesterol, en una nova fase de la matèria, que Lehmann va anomenar de cristall fluid, actualment coneguda com a cristall líquid. Lehmann va observar que aquesta fase de la matèria es presentava en més de 100 substàncies.
Lehmann va ser proposat per al Premi Nobel de 1913a 1922 però no li va ser concedit.

## Obres
- Selbstanfertigung physikalischer Apparate. Leipzig 1885.
- Molekularphysik (i.e. Molecular physics). 2 Bde, Leipzig 1888/89.
- Die Kristallanalyse (i.e. The Analysis of Crystals). Leipzig 1891.
- Elektricität und Licht (i.e. Electricity and Light). Braunschweig 1895.
- Flüssige Krystalle (i.e. Liquid Crystals). Leipzig 1904.
- Die scheinbar lebenden Krystalle. Eßlingen 1907.
- Die wichtigsten Begriffe und Gesetze der Physik. Berlin 1907.
- Flüssige Kristalle und ihr scheinbares Leben. Forschungsergebnisse dargestellt in einem Kinofilm. Voss, Leipzig 1921.